# Tichilesti leprakoloni
Tichilești är en liten by i Rumänien som också är den sista kända leprakolonin inom Europa. Den grundades som ett ortodoxt munkkloster och började ta emot leprasjuka människor omkring år 1875.

## Tichilesti

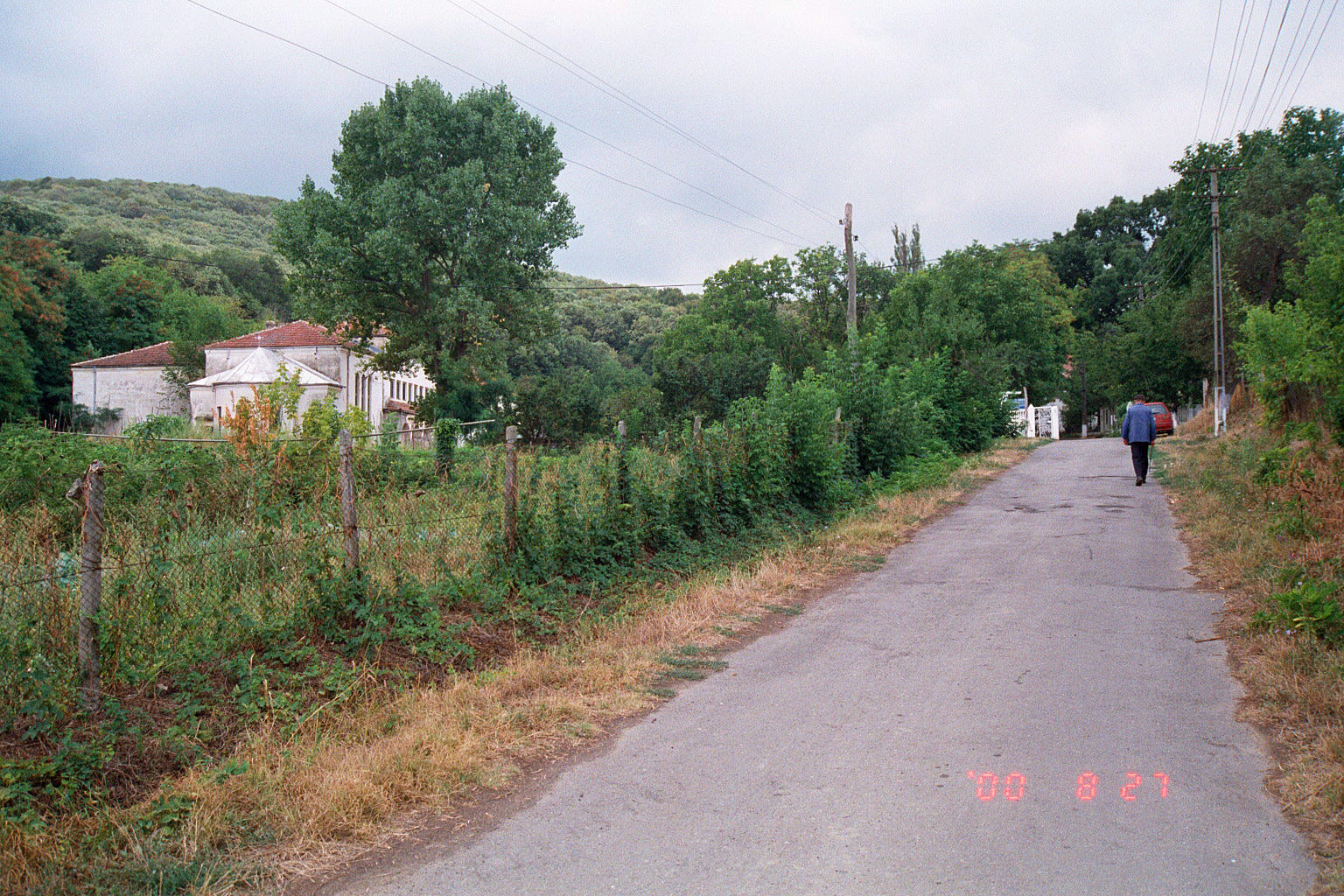
Infart till leprakolonin

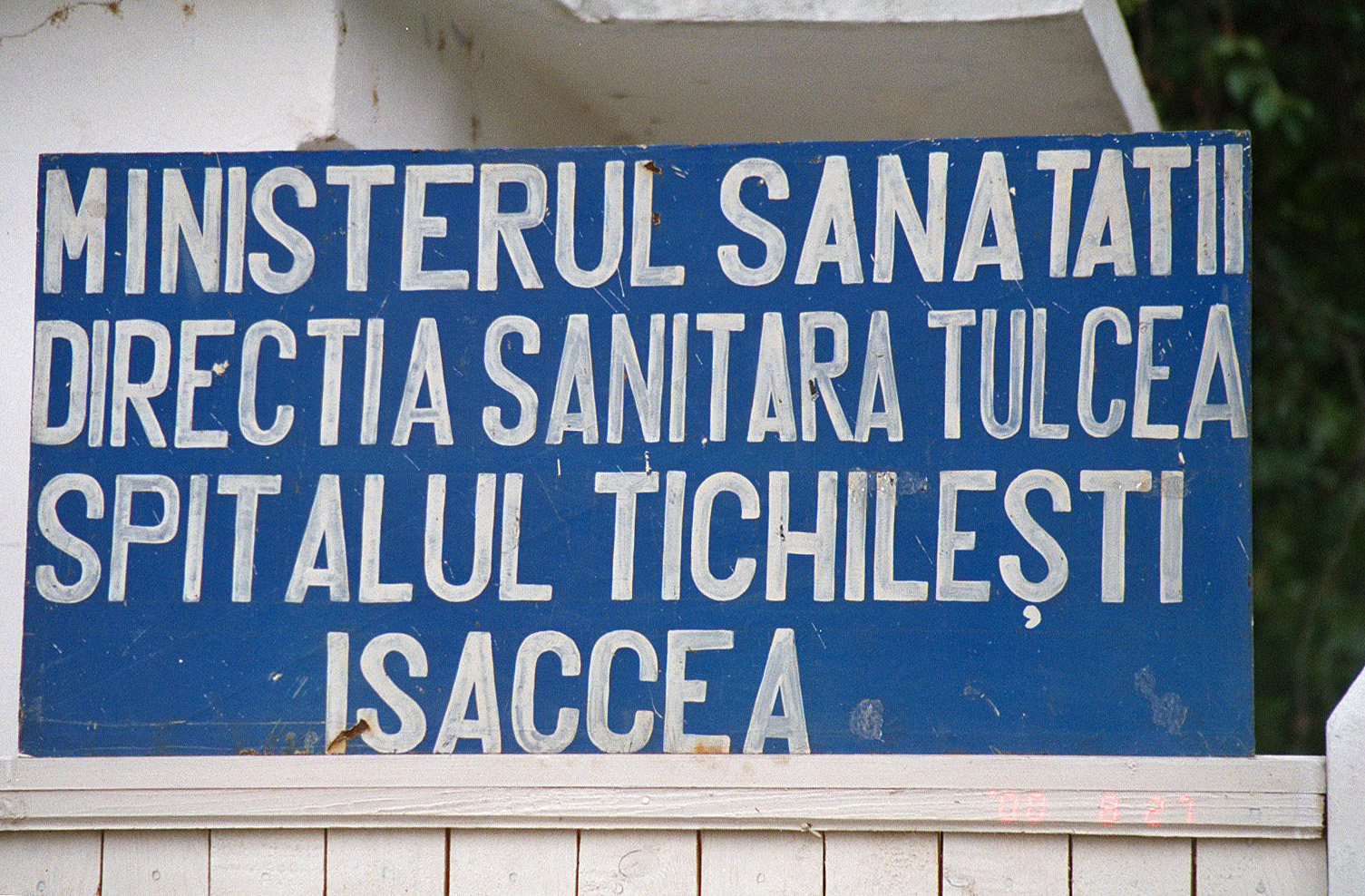
Informationsskylt

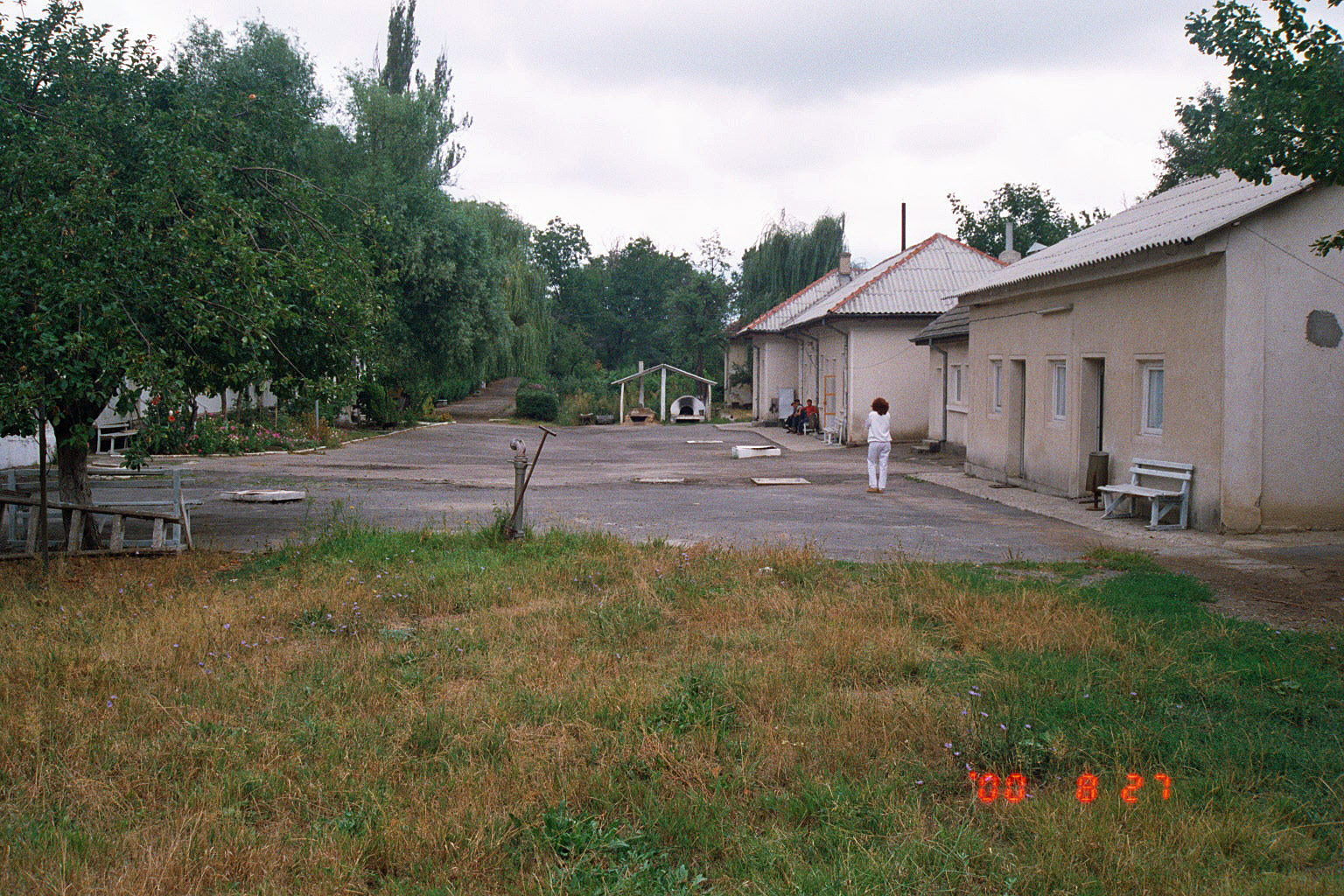
Leprakolonins torg

Tichilesti leprakoloni administreras som en by inom Isaccea stad i Tulcea län och ligger vid vägs ända som en glänta dold i ett skogsparti i en sänka isolerat nere i floden Donaus delta och har en areal på cirka 10 hektar. Det finns mindre fält avsedda för självodling av grönsaker, potatis och liknande lättare grödor. Ett drygt tiotal byggnader finns på området varav ett par är stora paviljonger, andra är kvarvarande klosterbyggnader, två kyrkor varav den ena är ortodoxt kristen, en läkarvilla och några enskilda bostäder för leprasjuka samt några smärre ekonomibyggnader. Det finns också kyrkogård på området.

## Leprakolonin
Leprakolonin i Tichileşti, omväxlande även kallat leprasjukhuset eller leprasanatoriet i Tichilesti, var år 2000 den enda kända leprakolonin som fanns kvar i Europa. Uppgifter att det skulle finnas en koloni också i före detta Sovjetunionen har ej bekräftats. Byn hade då cirka 40 invånare som isolerats på grund av lepra. Dess existens hade förnekats helt under Ceauşescus regim och även år 2000 visste få invånare i deltaområdet om byns existens.
Kolonin grundades officiellt så sent som 1929 när 180 leprasjuka utvisades från norra Bukovina i nuvarande Ukraina. Ortodoxa munkar från Tichilestis kloster hade tidigare bistått leprasjuka och gav dem skydd och Drottning Marie, känd för sitt arbete med bland annat kolerasjuka under Balkankrigen, finansierade byggandet av två paviljonger redan dessförinnan på 1920-talet. 1931 inrättades ett sjukhus i byn och 1952-57 fanns där enligt obekräftade uppgifter fler än 250 lepromatösa flyktingar. Det var det enda leprasjukhuset i Rumänien som erbjöd leprasjuka medicinsk och moraliskt stöd.
Själva sjukhuset hade grundats av staten och efter de politiska förändringarna efter kommunistregimens fall fick det omfattande bistånd från Tyska Malteserorden med hjälp bland annat att bygga ett nytt badhus och förbättra hygien och sanitet. Senare anslogs med hjälp av EU-kommissionens chef i Bukarest totalt €100 000 och de boende fick bra levnadsstandard efter rumänska förhållanden. 1991 fick de boende möjlighet att lämna kolonin, men flertalet stannade kvar eller återkom efter vistelse utanför kolonin, då de inte kände sig välkomna ute i samhället. I mitten av 1997 var det statliga understödet motsvarande USD 1,50 per patient och dag.
År 2000 var patienterna ett fyrtiotal i åldrarna 35-90 år och de fick fortlöpande behandling och stöd för ett halvt om halvt oberoende liv i den lilla byn. Det största medicinska behovet var då inte leprabehandling utan sedvanliga åkommor och sjukdomar, som följer med stigande ålder och de boende bistods då av en stab på 33 personer inklusive en läkare. Kolonin var då fortfarande i praktiken ett stängt område och bara vänner, släktingar och särskilt inviterade tilläts komma in.

## Bilder från Tichilesti leprakoloni 2000

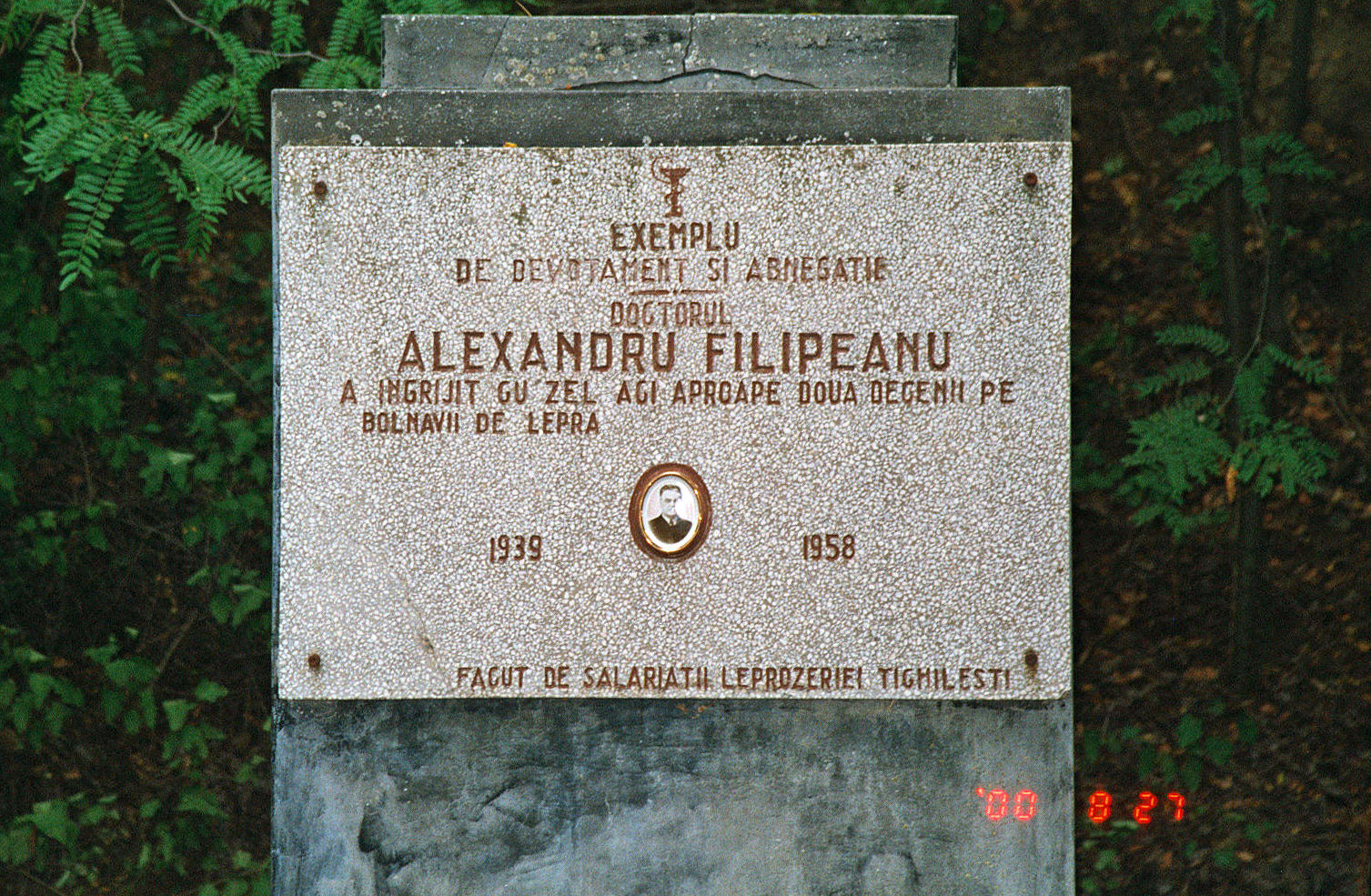
Minnestavla över dr Filipeanu
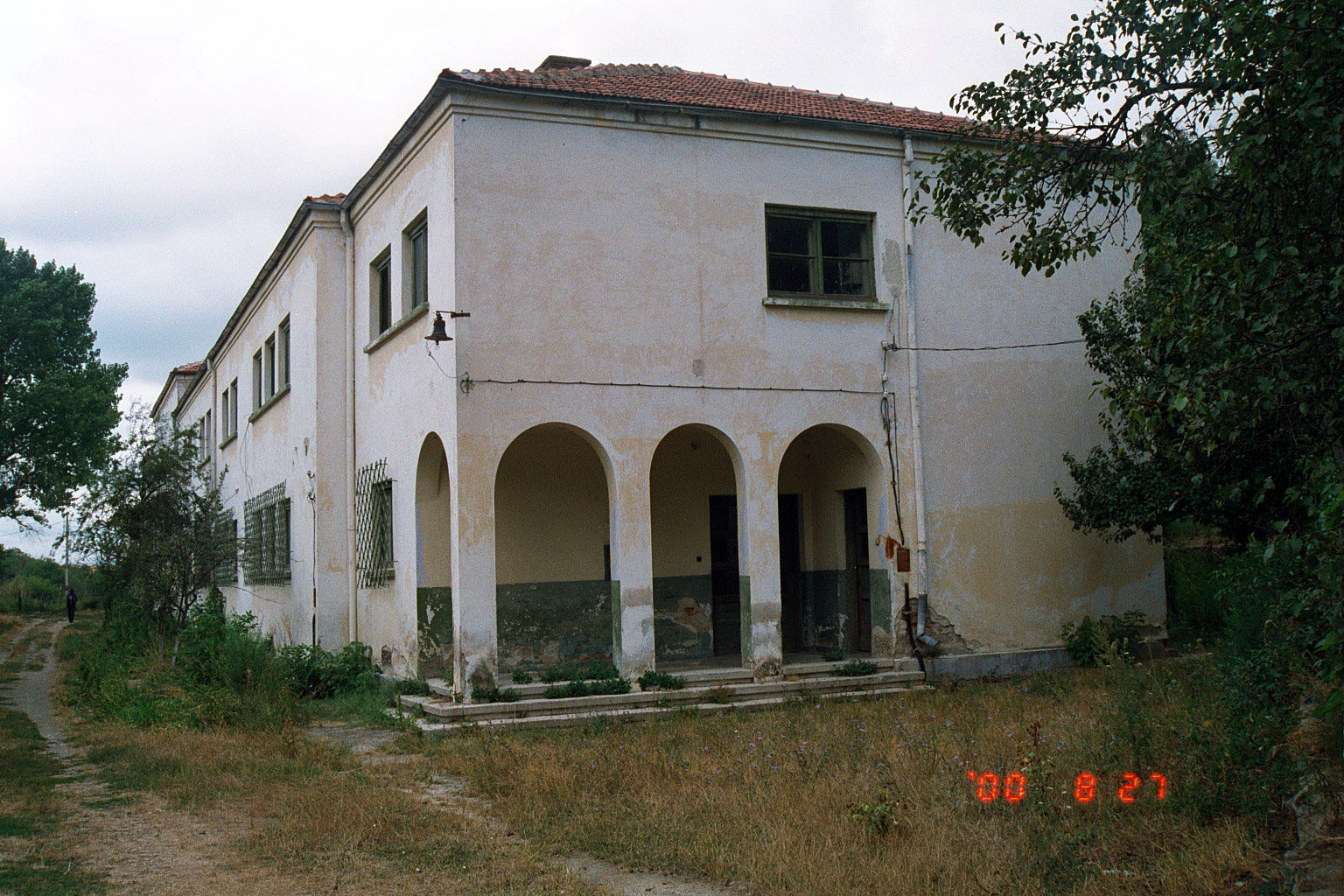
Leprakolonins kyrka
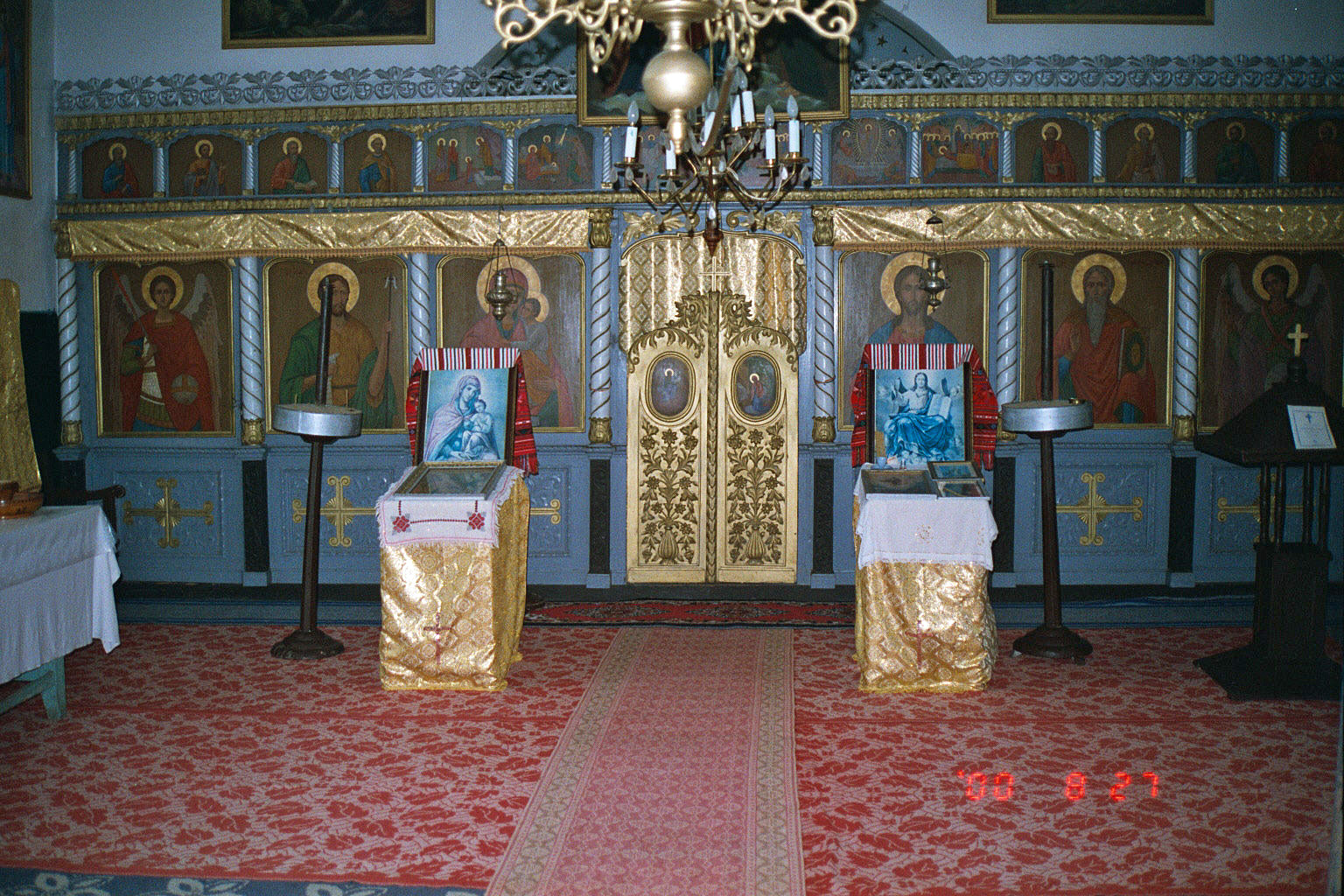
Ortodoxa kyrkorummet
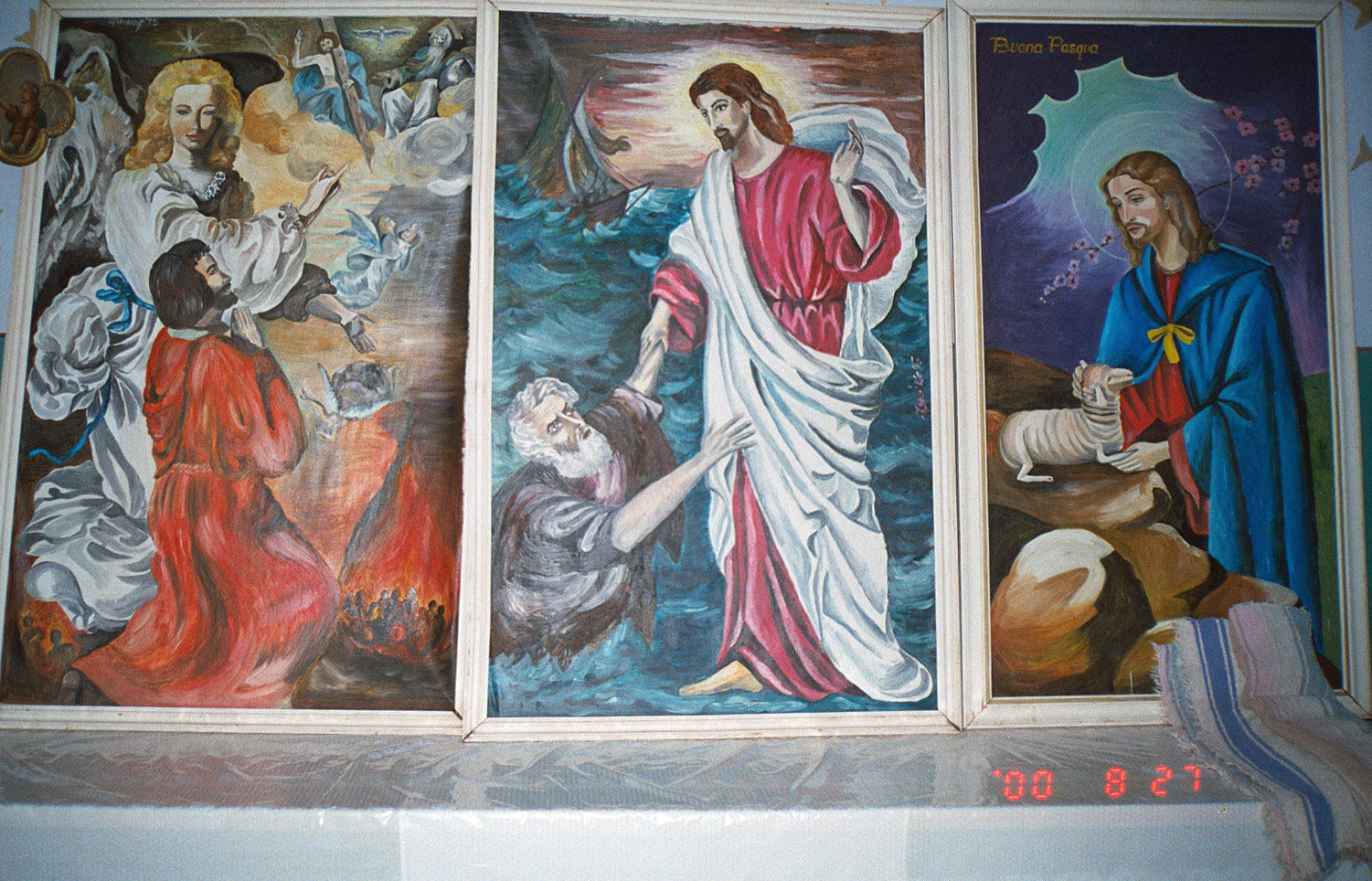
Romerskkatolsk biblisk väggmålning
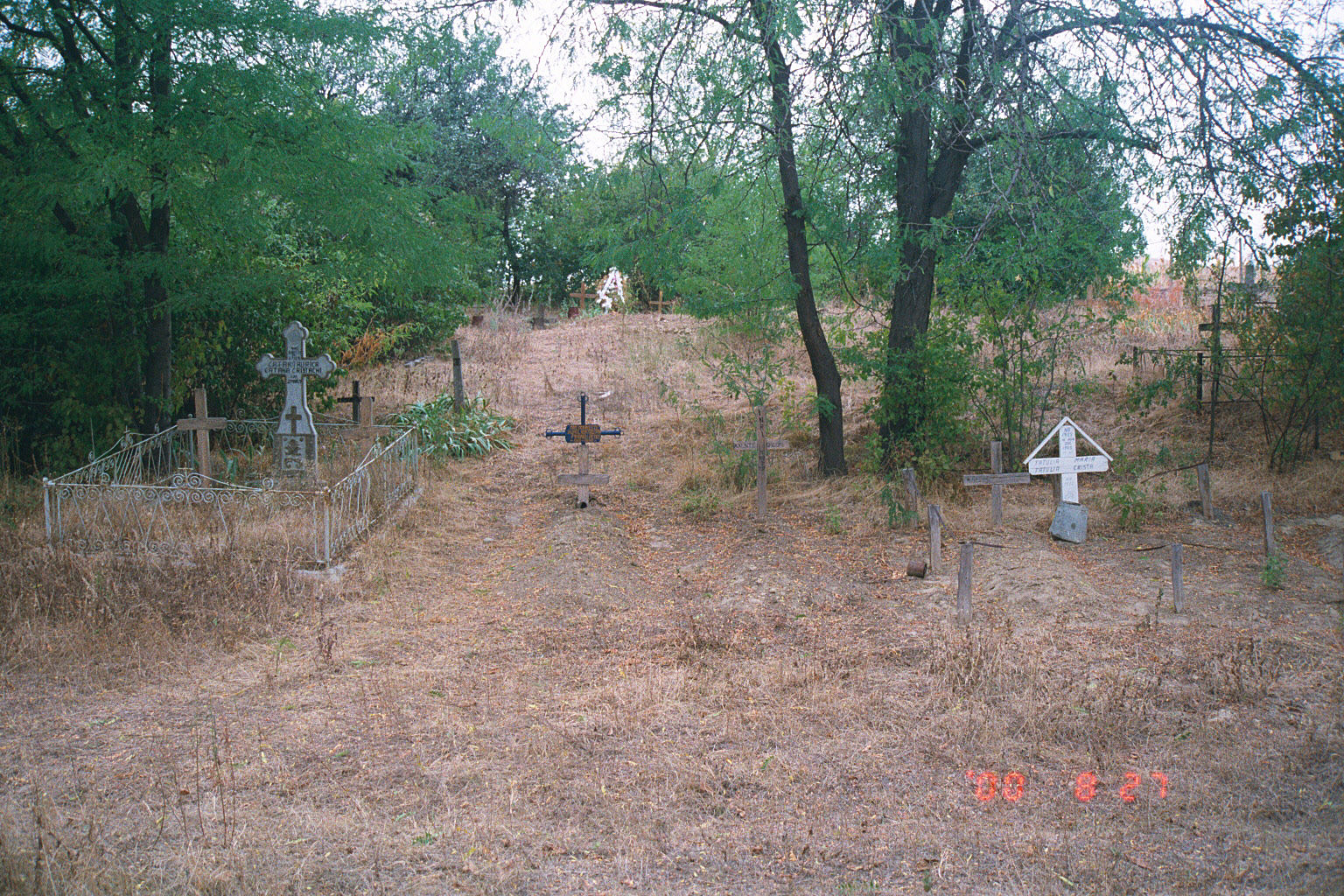
Kyrkogården
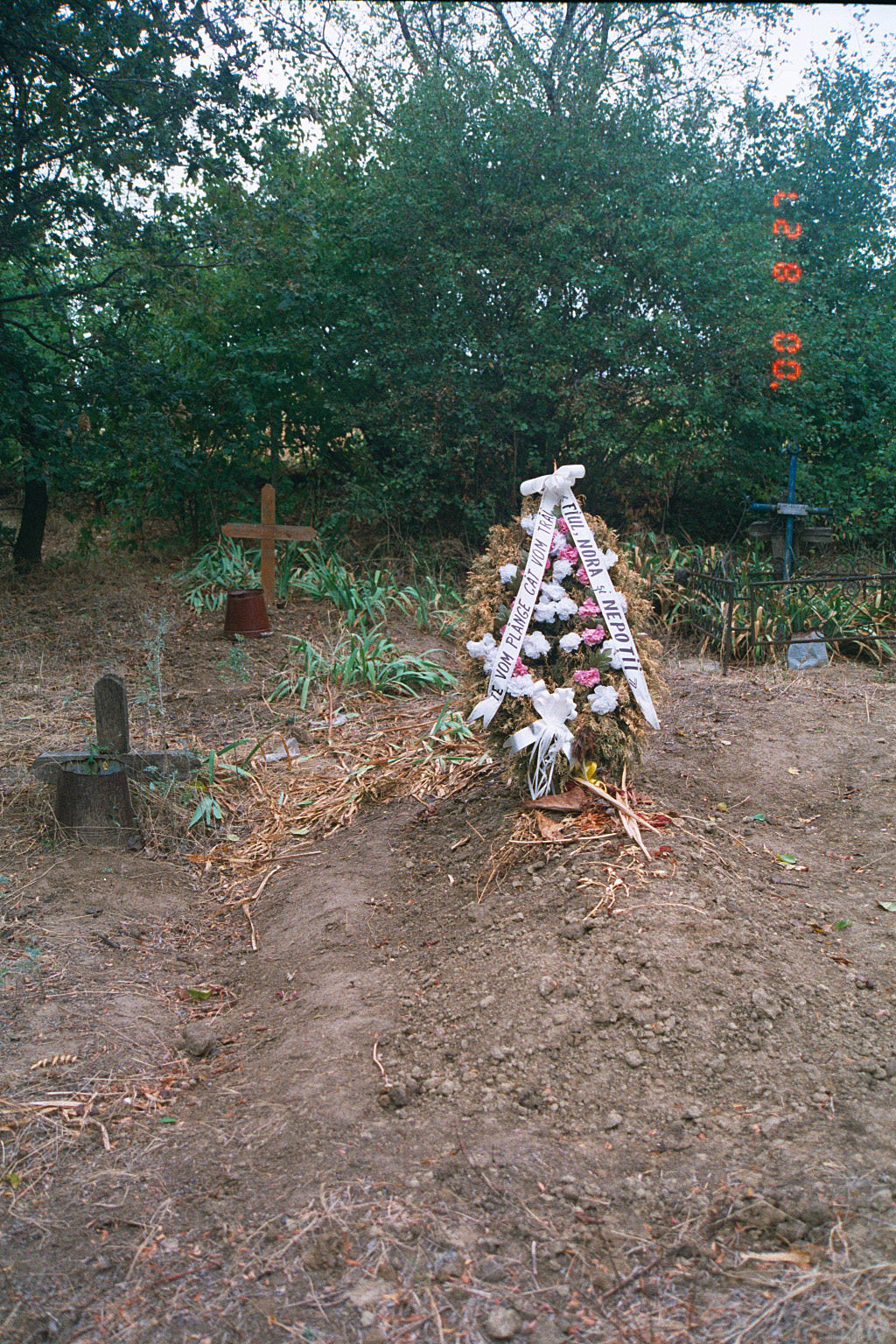
Grav